# Legio I Macriana liberatrix
La Legio I Macriana liberatrix ("liberatrice di Macro") era una legione romana arruolata in Africa dal governatore Lucio Clodio Macro nel 68. L'emblema della legione è sconosciuto.
Scopo della legione era di unire le forze con la III Augusta per appoggiare una ribellione contro l'imperatore Nerone. Nerone in seguito si suicidò e venne sostituito da Galba, ma il nuovo imperatore vedeva Macro con sospetto, temendo un'altra ribellione contro il proprio potere. Macro venne ucciso nel 69, l'anno dei quattro imperatori e subito dopo la I Macriana liberatrix venne sciolta; è possibile che gli uomini di questa legione siano confluiti in una delle legioni di Vitellio.
Il nome della legione è attestato da una delle monete di Macriano.

### Fonti primarie
- Tacito, Historiae, II.97

### Fonti secondarie
- Lendering, Jona, "Legio I Macriana Liberatrix" Archiviato il 13 aprile 2007 in Internet Archive., Livius.org
- Ritterling, Emil, "Legio I Macriana", Realencyclopädie of Klassischen Altertumswissenschaft, col. 1417-1418.